# علی‌اکبر فامیل کریمی
علی اکبر فامیل کریمی (زاده شورین) سیاستمدار ایرانی است که سمت سرپرست استانداری همدان را بر عهده داشت. در اواخر سال ۱۴۰۰  زلفی گل (وزیر علوم و تحقیقات دولت سیزدهم) طی حکمی فامیل کریمی را بعنوان رییس مرکز حراست وزارتخانه منصوب کرد. 

## خیزش  ۱۴۰۱ ایران
ریاست فامیل کریمی بر مرکز حراست وزارت علوم همزمان با اعتراضات و اعتصابات دانشجویان دانشگاه‌های کشور در پی خیزش ۱۴۰۱ ایران بود. در جریان این اعتراضات، شماری زیادی از دانشجویان بازداشت و ممنوع‌الورود شدند. گزارش‌های متعددی از برخور خشونت‌آمیز و درگیری‌های نیروهای حراست با دانشجویان منتشر شده است.  